# リズム・ネイション1814
『リズム・ネイション1814』（Janet Jackson's Rhythm Nation 1814）は、1989年にリリースされたジャネット・ジャクソンの4枚目のスタジオ・アルバム。

## 概要
貧困や人種差別などといった様々な社会問題をテーマにした意欲作。アルバムからは4枚のシングル「ミス・ユー・マッチ」「エスカペイド」「ブラック・キャット」「ラヴ・ウィル・ネヴァー・ドゥー」が全米1位を獲得する快挙を達成。軍服をまとって踊る表題曲のミュージックビデオは安室奈美恵など国外の有名人にも影響を与えた。このミュージックビデオを含めたドミニク・セナ監督による30分超の同名ショートフィルムが制作された。
アルバムタイトル内の「1814」は、1814年にアメリカ国歌「星条旗」がつくられたことに因むもの。同作発表前の1989年8月にシングルカットされた「ミス・ユー・マッチ」から、1990年10月にシングルとして発表された「ラヴ・ウィル・ネヴァー・ドゥ」まで、7枚連続でシングル曲がBillboard Hot 100の5位内に入るヒットとなった。
「リズム・ネイション」と「エスカペイド」が本人出演のJALのCMに使用された。

## 収録曲
| #   | タイトル                                                                | 作詞・作曲                                                                        | プロデューサー                  | 時間 |
| --- | ----------------------------------------------------------------------- | --------------------------------------------------------------------------------- | ------------------------------- | ---- |
| 1.  | 「インタールード:誓い」(Interlude: Pledge)                              |                                                                                   |                                 | 0:47 |
| 2.  | 「リズム・ネイション」(Rhythm Nation)                                   | ジャネット・ジャクソン、ジェームス・ハリス・III（ジミー・ジャム）、テリー・ルイス | ハリス・III、ルイス、ジャクソン | 5:31 |
| 3.  | 「インタールード:T.V.」(Interlude: T.V.)                                |                                                                                   |                                 | 0:22 |
| 4.  | 「ステイト・オブ・ザ・ワールド」(State of the World)                    | ジャクソン、ハリス・III、ルイス                                                   | ハリス・III、ルイス、ジャクソン | 4:48 |
| 5.  | 「インタールード:レース」(Interlude: Race)                              |                                                                                   |                                 | 0:05 |
| 6.  | 「ザ・ノウリッジ」(The Knowledge)                                       | ハリス・III、ルイス                                                               | ハリス・III、ルイス、ジャクソン | 3:54 |
| 7.  | 「インタールード:レッツ・ダンス」(Interlude: Let's Dance)               |                                                                                   |                                 | 0:03 |
| 8.  | 「ミス・ユー・マッチ」(Miss You Much)                                   | ハリス・III、ルイス                                                               | ハリス・III、ルイス、ジャクソン | 4:12 |
| 9.  | 「インタールード:カム・バック・インタールード」(Interlude: Come Back)   |                                                                                   |                                 | 0:21 |
| 10. | 「ラヴ・ウィル・ネヴァー・ドゥー」(Love Will Never Do (Without You))    | ハリス・III、ルイス                                                               | ハリス・III、ルイス、ジャクソン | 5:50 |
| 11. | 「リヴィン・イン・ア・ワールド」(Livin' in a World (They Didn't Make))  | ハリス・III、ルイス                                                               | ハリス・III、ルイス、ジャクソン | 4:41 |
| 12. | 「オールライト」(Alright)                                               | ハリス・III、ルイス、ジャクソン                                                   | ハリス・III、ルイス、ジャクソン | 6:26 |
| 13. | 「インタールード:ヘイ・ベイビー」(Interlude: Hey Baby)                  |                                                                                   |                                 | 0:10 |
| 14. | 「エスカペイド」(Escapade)                                              | ハリス・III、ルイス、ジャクソン                                                   | ハリス・III、ルイス、ジャクソン | 4:44 |
| 15. | 「インタールード:ノー・アシッド」(Interlude: No Acid)                   |                                                                                   |                                 | 0:05 |
| 16. | 「ブラック・キャット」(Black Cat)                                       | ジャクソン                                                                        | ジャクソン、Jellybean Johnson   | 4:50 |
| 17. | 「ロンリー」(Lonely)                                                    | ハリス・III、ルイス                                                               | ハリス・III、ルイス、ジャクソン | 4:59 |
| 18. | 「カム・バック・トゥ・ミー」(Come Back to Me)                           | ハリス・III、ルイス、ジャクソン                                                   | ハリス・III、ルイス、ジャクソン | 5:33 |
| 19. | 「サムデイ・イズ・トゥナイト」(Someday Is Tonight)                      | ハリス・III、ルイス、ジャクソン                                                   | ハリス・III、ルイス、ジャクソン | 6:00 |
| 20. | 「インタールード:暗闇に生きて」(Interlude: Livin'…In Complete Darkness) |                                                                                   |                                 | 1:07 |

## 備考
タイトルトラックのミュージックビデオを一部のメーカーが製造したノートパソコンで再生するとクラッシュする脆弱性があったことが2022年8月にマイクロソフトのエンジニアが明らかにした。これは曲中のある音が偶然にも特定のハードディスクドライブの固有振動数と一致し、共振してしまったのが原因であり、メーカー側は該当の周波数を検知した上で除去するカスタムフィルタを追加するなどの対応に追われた。